# Wybory parlamentarne w Izraelu w 2003 roku
Wybory parlamentarne w Izraelu do szesnastego Knesetu odbyły się 28 stycznia 2003.
Oddano 4 720 075 głosów, w tym ważnych: 3 148 364. Próg wyborczy wynosił 1,5%, a więc aby uzyskać miejsce w Knesecie, należało otrzymać minimum 47 226 głosów. Średnio na jedno miejsce przypadło 25 138 głosów.

## Oficjalne wyniki
|  | Partia                                                                                    | Głosy      | Procent    | Mandaty (zmiana) | Mandaty (zmiana) |
|  | ----------------------------------------------------------------------------------------- | ---------- | ---------- | ---------------- | ---------------- |
|  | Likud, (ליכוד)                                                                            | 925,279    | 29.39%     | 38               | +19              |
|  | Partia Pracy, (העבודה)                                                                    | 455,183    | 14.46%%    | 19               | -7               |
|  | Szinui, (שינוי)                                                                           | 386,535    | 12.28%     | 15               | +9               |
|  | Szas, (ש"ס)                                                                               | 258,879    | 9,6%       | 12               | -6               |
|  | Unia Narodowa, (האיחוד הלאומי)                                                            | 173,973    | 5.52%      | 7                | +3               |
|  | Merec, (מרצ)                                                                              | 164,122    | 5.21%      | 6                | -4               |
|  | Narodowa Partia Religijna (Mafdal), (מפלגה דתית לאומית-מפד"ל)                             | 132,370    | 4,2%       | 6                | +1               |
|  | Zjednoczony Judaizm Tory, (יהדות התורה)                                                   | 135,087    | 4.29%      | 5                | 0                |
|  | Hadasz (Demokratyczny Front na Rzecz Pokoju i Równości), (החזית הדמוקרטית לשלום ולשוויון) | 93,819     | 2.98%      | 3                | 0                |
|  | Am Echad, (עם אחד)                                                                        | 86,808     | 2.76%      | 3                | +1               |
|  | Balad (partia arabska)                                                                    | 71,299     | 2.26%      | 3                | +1               |
|  | Jisra’el ba-Alijja, (ישראל בעלייה)                                                        | 67,719     | 2.15%      | 2                | -4               |
|  | Zjednoczona Lista Arabska (Ra’am), (רע"ם)                                                 | 65,551     | 2.08%      | 2                | -3               |
|  | Inni                                                                                      | 128,740    | 4.09%      | 0                | –                |
|  | Razem                                                                                     | 3,148,364  | 100,0%     | 120              | –                |
|  | Frekwencja                                                                                | Frekwencja | Frekwencja | Frekwencja       | 63,20%           |

## Posłowie
Posłowie wybrani w wyborach:
| Partia                    | Posłowie |
| ------------------------- | --- |
| Likud                     | Ariel Szaron, Binjamin Netanjahu, Cachi Hanegbi, Silwan Szalom, Dan Nawe, Limor Liwnat, Jisra’el Kac, Gidon Ezra, Na’omi Blumenthal, Uzzi Landau, Gila Gamli’el, Juwal Steinitz, Cippi Liwni, Micha’el Etan, Me’ir Szitrit, Dawid Lewi, Ruchama Awraham, Gidon Sa’ar, Danijjel Benlolo, Micha’el Racon, Madżalli Wahbi, Ja’akow Edri, Ehud Jatom, Eli Aflalo, Mosze Kachlon, Omri Szaron, Micha’el Gorlowski, Inbal Gawri’eli, Gilad Erdan, Roni Bar-On, Jechi’el Chazzan, Ehud Olmert, Le’a Nas, Ze’ew Bojm, Awraham Hirszson, Re’uwen Riwlin, Chajjim Kac, Ajjub Kara |
| Partia Pracy-Meimad       | Amram Micna, Binjamin Ben Eli’ezer, Szimon Peres, Mattan Wilnaj, Awraham Burg, Dalja Icik, Ofir Pines-Paz, Efrajim Sneh, Juli Tamir, Micha’el Melchior, Jicchak Herzog, Chajjim Ramon, Dani Jatom, Etan Kabel, Awraham Szochat, Colette Awital, Szalom Simchon, Orit Noked, Eli Ben-Menachem |
| Szinui                    | Tommy Lapid, Awraham Poraz, Jehudit Na’ot, Josef Paricki, Eli’ezer Sandberg, Wiktor Brailowski, Ilan Szalgi, Meli Poliszuk-Bloch, Reszef Chen, Roni Brizon, Ehud Racabi, Etti Liwni, Ilan Lejbowicz, Chemi Doron, Jigal Jasinow |
| Szas                      | Eli Jiszaj, Szelomo Benizri, Nissim Dahan, Amnon Kohen, Jicchak Kohen, Dawid Azulaj, Meszullam Nahari, Jicchak Waknin, Ja’ir Perec, Nissim Ze’ew, Ja’akow Margi |
| Unia Narodowa             | Awigdor Lieberman, Binjamin Elon, Jurij Sztern, Cewi Hendel, Micha’el Nudelman, Uri Ari’el, Arje Eldad |
| Merec-Jachad              | Josi Sarid, Chajjim Oron, Ran Kohen, Zehawa Galon, Roman Bronfman, Awszalom Wilan |
| Narodowa Partia Religijna | Efi Ejtam, Zewulun Orlew, Sza’ul Jahalom, Jicchak Lewi, Gila Finkelstein, Nisan Slomianski |
| Zjednoczony Judaizm Tory  | Ja’akow Litzman, Awraham Rawic, Me’ir Porusz, Mosze Gafni, Jisra’el Eichler |
| Hadasz                    | Muhammad Baraka, Isam Machul, Ahmad at-Tajjibi |
| Am Echad                  | Amir Perec, Ilana Kohen, Dawid Tal |
| Balad                     | Azmi Biszara, Dżamal Zahalika, Wasil Taha |
| Jisra’el ba-Alijja        | Juli-Jo’el Edelstein, Marina Solodkin |
| Zjednoczona Lista Arabska | Abdulmalik Dehamsze, Taleb El-Sana |

## Rząd
Po wyborach, misję tworzenia rządu otrzymał lider zwycięskiej partii, Likudu, Ariel Szaron. Do koalicji rządzącej weszli także przedstawiciele Partii Pracy, Szasu i Jisra’el ba-Alijja. Skład rządu, wraz ze zmianami:
- Ariel Szaron – premier i minister absorpcji imigrantów, minister turystyki od 17 października 2001 do 31 października 2001 i od 14 marca 2002 do 18 września 2002, minister narodowej infrastruktury od 14 marca 2002 do 18 września 2002, minister pracy, opieki społecznej i zdrowia od 23 maja 2002 do 3 czerwca 2002, minister spraw zagranicznych od 2 listopada 2002 do 6 listopada 2002, minister przemysłu i handlu, transportu, rolnictwa i rozwoju wsi oraz nauki, kultury i sportu od 2 listopada 2002 do 15 grudnia 2002, minister komunikacji od 19 lutego 2003
- Szemu’el Awital – minister koordynacji socjalnej do 22 lutego 2002
- Aszer Ochana – minister spraw religijnych
- Dalja Icik – minister przemysłu i handlu do 2 listopada 2002
- Efi Ejtam – minister bez teki od 8 maja 2002, minister infrastruktury narodowej od 18 września 2002
- Binjamin Elon – minister turystyki od 31 października 2001 do 14 marca 2002
- Binjamin Ben Eli’ezer – minister obrony do 2 listopada 2002
- Szelomo Benizri – minister pracy i świadczeń socjalnych do 23 maja 2002 i od 3 czerwca 2002
- Cachi Hanegbi – minister środowiska, minister transportu od 15 grudnia 2002
- Mattan Wilnaj – minister nauki, kultury i sportu do 2 listopada 2002
- Rechawam Ze’ewi – minister turystyki do jego śmierci (w wyniku zamachu) 17 października 2001, chciał zrezygnować 15 października 2001, ale został przedtem zamordowany
- Salih Tarif – minister bez teki, zrezygnował 29 stycznia 2002
- Eli Jiszaj – minister spraw wewnętrznych do 23 maja 2002 i od 3 czerwca 2002
- Ran Kohen – minister bez teki do 18 sierpnia 2002
- Cippi Liwni – minister współpracy regionalnej do 29 sierpnia 2001, potem minister bez teki, minister rolnictwa i rozwoju wsi od 15 grudnia 2002
- Limor Liwnat – minister edukacji, minister nauki, kultury i sportu od 15 grudnia 2002
- Dawid Lewi – minister bez teki od 8 kwietnia 2002 do 30 lipca 2002
- Jicchak Lewi – minister bez teki od 8 kwietnia 2002, minister turystyki od 18 września 2002
- Awigdor Lieberman – minister narodowej infrastruktury, zrezygnował 15 października 2001, ale pozostał na stanowisku z powodu zabójstwa Recha2ama Ze’eviego, do 14 marca 2002
- Uzzi Landau – minister bezpieczeństwa wewnętrznego
- Sza’ul Mofaz – minister obrony od 4 listopada 2002
- Roni Milo – minister współpracy regionalnej od 29 sierpnia 2001
- Dan Meridor – minister bez teki od 29 sierpnia 2001
- Dan Nawe – minister bez teki, odpowiedzialny za łączność z Knesetem, minister przemysłu i handlu od 15 grudnia 2002
- Binjamin Netanjahu – minister spraw zagranicznych od 6 listopada 2002
- Elijjahu Suwisa – minister ds. Jerozolimy do 23 maja 2002 i od 3 czerwca 2002
- Efrajim Sneh – minister transportu do 2 listopada 2002
- Szimon Peres – wicepremier i minister spraw zagranicznych do 2 listopada 2002
- Re’uwen Riwlin – minister komunikacji do 19 lutego 2003
- Me’ir Szitrit – minister sprawiedliwości
- Silwan Szalom – minister finansów
- Szalom Simchon – minister rolnictwa i rozwoju wsi do 2 listopada 2002
- Natan Szaranski – minister budownictwa i konstrukcji.

Ministrowie z partii Szas zostali zdymisjonowani przez premiera za głosowanie przeciwko rządowi podczas posiedzenia Knesetu 21 maja 2002, co stało się faktem dwa dni później. Minister Aszer Ochana nie był członkiem parlamentu, a więc nie został zdymisjonowany. Ministrowie z Szasu ponownie weszli do rządu 3 czerwca 2002 roku.
Ministrowie z Partii Pracy złożyli rezygnacje 30 października 2002, które zostały przyjęte 2 listopada.